# Yhdystie 1893
La route de liaison 1893 (en finnois : Yhdystie 1893)  est une route de liaison  dans la region de Finlande-Propre en Finlande.

## Description
La route de liaison 1893 part de Luolala à Naantali, traverse Luolavuori à Masku et se termine a Akkoistenmäki à Masku. 
La longueur de la route est de 13 kilomètres.

## Parcours
La route de liaison 1893 se deroule dans une direction sud-nord en grande partie dans les territoires de Naantali et de Masku, et une petite partie se trouve dans la zone de la ville de Raisio. 
La route part de la  route principale 40, croise la Kustavintie, ou route régionale 192, et se termine au centre de Masku à l'intersection de la route nationale 8.